# Communauté fraternelle hongroise
La Communauté fraternelle hongroise (en hongrois : Magyar Testvéri Közösség) ou Communauté hongroise (Magyar Közösség) est une société secrète hongroise d'inspiration patriotique, ayant fonctionné durant la première moitié du XXe siècle. Fondée par des intellectuels de Transylvanie, elle fonctionnait selon des règles proches de celles de la franc-maçonnerie. Après sa dissolution, une partie importante de ses membres ont constitué le noyau dur du Parti indépendant des petits propriétaires.